# Aren
Aren település Franciaországban, Pyrénées-Atlantiques megyében. Lakosainak száma 246 fő (2022. január 1.). Aren Barcus, Géronce, Geüs-d’Oloron, Poey-d’Oloron, Préchacq-Josbaig, Saint-Goin és Saucède községekkel határos.

## Népesség
A település népességének változása:
| Lakosok száma | 250  | 248  | 246  | 246  | 245  | 245  | 246  | 246  |
|               | 2013 | 2015 | 2017 | 2018 | 2019 | 2020 | 2021 | 2022 |